# Tales
Tales là một đô thị trong tỉnh Castellón, Cộng đồng Valencia, Tây Ban Nha. Đô thị Tales có diện tích 14,7 km², dân số theo điều tra năm 2010 của Viện thống kê quốc gia Tây Ban Nha là 893 người. Đô thị Tales nằm ở khu vực có độ cao 242 mét trên mực nước biển.